# Carmen Cavallaro
Carmen Cavallaro (New York, 6 maggio 1913 – Columbus, 12 ottobre 1989) è stato un pianista statunitense.
È stato fra i più ammirati pianisti di musica leggera della sua generazione.

## I primi anni
Noto come "il poeta del pianoforte", Carmen Cavallaro mostrò talento per la musica fin dall'età di 3 anni, suonando melodie su un pianoforte giocattolo. I genitori gli permisero di studiare pianoforte classico, e come giovane pianista suonò anche in diverse capitali europee.
Nel 1933, Cavallaro si unì alla jazz band di Al Kavelin, e ben presto ne divenne il solista. Lavorò anche con Rudy Vallee, Enrico Madriguera e Abe Lyman.
Ne 1939 mise su una propria band con cinque strumentisti, che divenne ben presto un'orchestra di 14 elementi con la quale produsse 19 album editi dalla Decca.
Nel 1946 con I Can't Begin to Tell You con Bing Crosby raggiunse la prima posizione nella Billboard Hot 100.

## Radio e film
Cavallaro divenne celebre anche tramite la radio (aveva un suo spazio nella NBC, The Schaeffer Parade) e i film in cui interpretava sé stesso: Hollywood Canteen (1944), Diamond Horseshoe (1945) e Donne indiavolate (1945). 
Carmen Cavallaro morì di cancro nel 1989 a Columbus, Ohio.

## Discografia

### 33 giri
- 1941: I'll see You In My Dreams, Decca Records
- 1941: All The Things You Are ..., Decca Records
- 1942: Strauss Waltzes, Decca Records
- 1942: Songs Of Our Times 1932, Decca Records
- 1947: Serenade: Italian Folk Songs, Decca Records
- 1948: Irving Berlin Songs mit Dick Haymes als Sänger, Decca Records
- 1949: For Sweethearts Only, Decca Records
- 1950: Carmen Cavallaro At The Piano, Decca Records
- 1950: Songs Of Our Times 1921, Decca Records
- 1950:  Richard Rodgers And Oscar Hammerstein II, Decca Records
- 1951: Guys And Dolls, Decca Records
- 1952: Tangos for Romance, Decca Records
- 1956: Rome at Midnight, Decca Records
- 1956: For Latin Lovers, Decca Records
- 1956: The Masters' Touch, Decca Records
- 1957: Poetry In Ivory, Decca Records
- 1958: Cavallaro With That Latin Beat, Brunswick Records
- 1958: 12 Easy Lessons In Love, Decca Records
- 1959: Dancing In The Dark, Decca Records
- 1960:  Plays His Show Stoppers, Decca Records
- 1960:  The Franz Liszt Story. Decca Records
- 1960: Cocktails with Cavallaro, Decca Records
- 1961: Cocktail Time, Decca Records
- 1965: Eddy Duchin Remembered, Decca Records